# لاتن
لاتن هي بلدية مجمعة في ضاحية إيمسلاند في سكسونيا السفلى، ألمانيا.

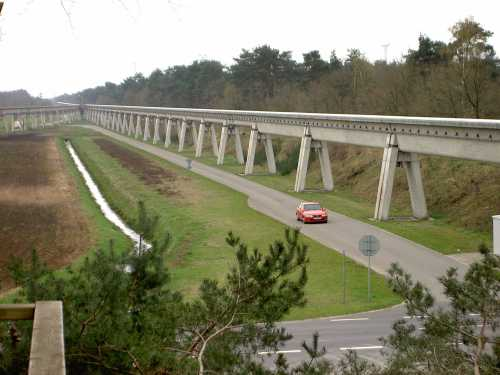
جزء من مسار اختبار في Transrapid